# Loxosceles yucatana
Loxosceles yucatana là một loài nhện trong họ Sicariidae.
Loài này thuộc chi Loxosceles. Loxosceles yucatana được miêu tả năm 1938 bởi Chamberlin & Ivie.